# Molièras de Céser
Molièras de Céser (en francès Molières-sur-Cèze) és un municipi francès situat al departament del Gard i a la regió d'Occitània.